# Hōgon-ji

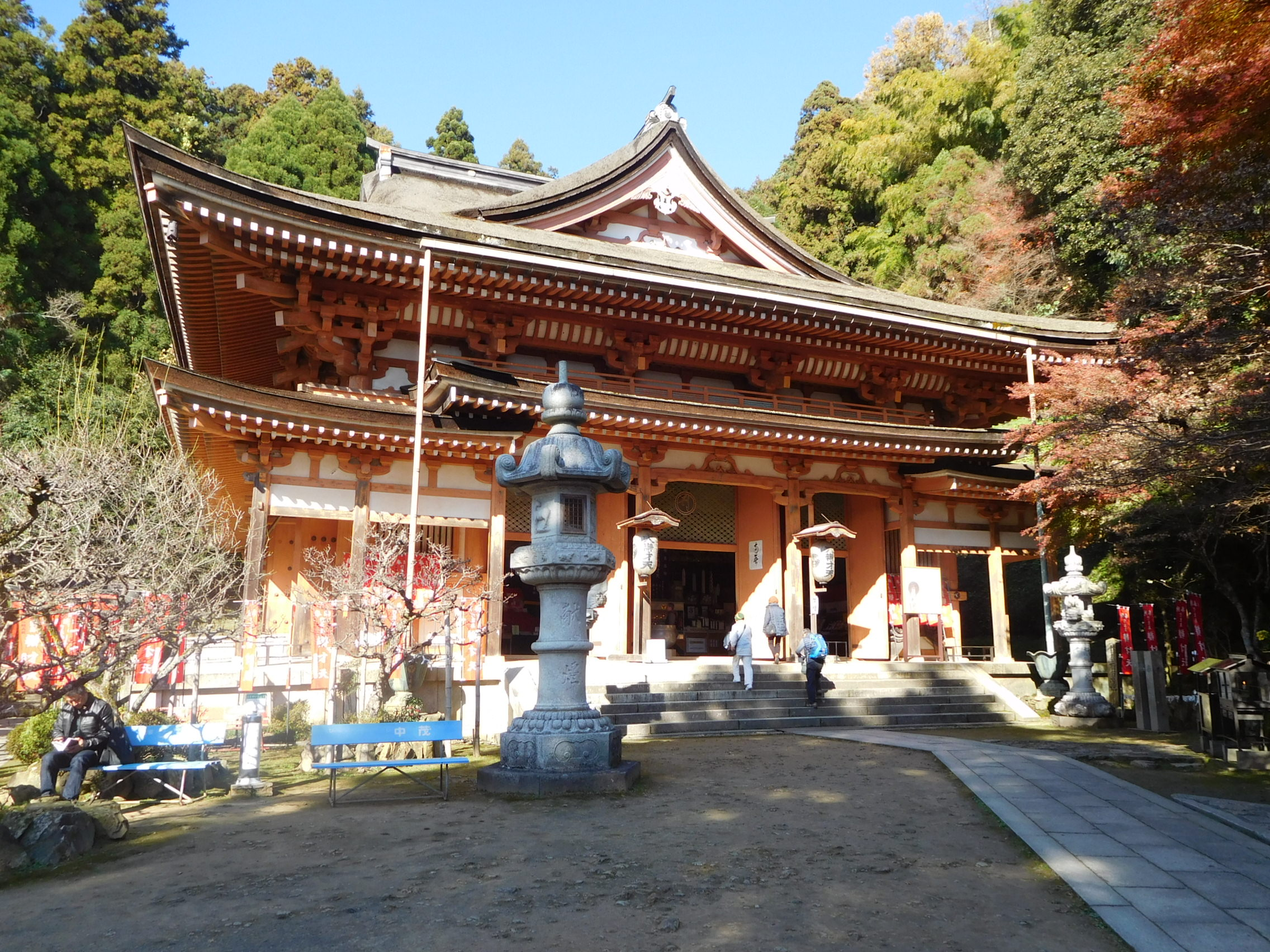
Haupthalle

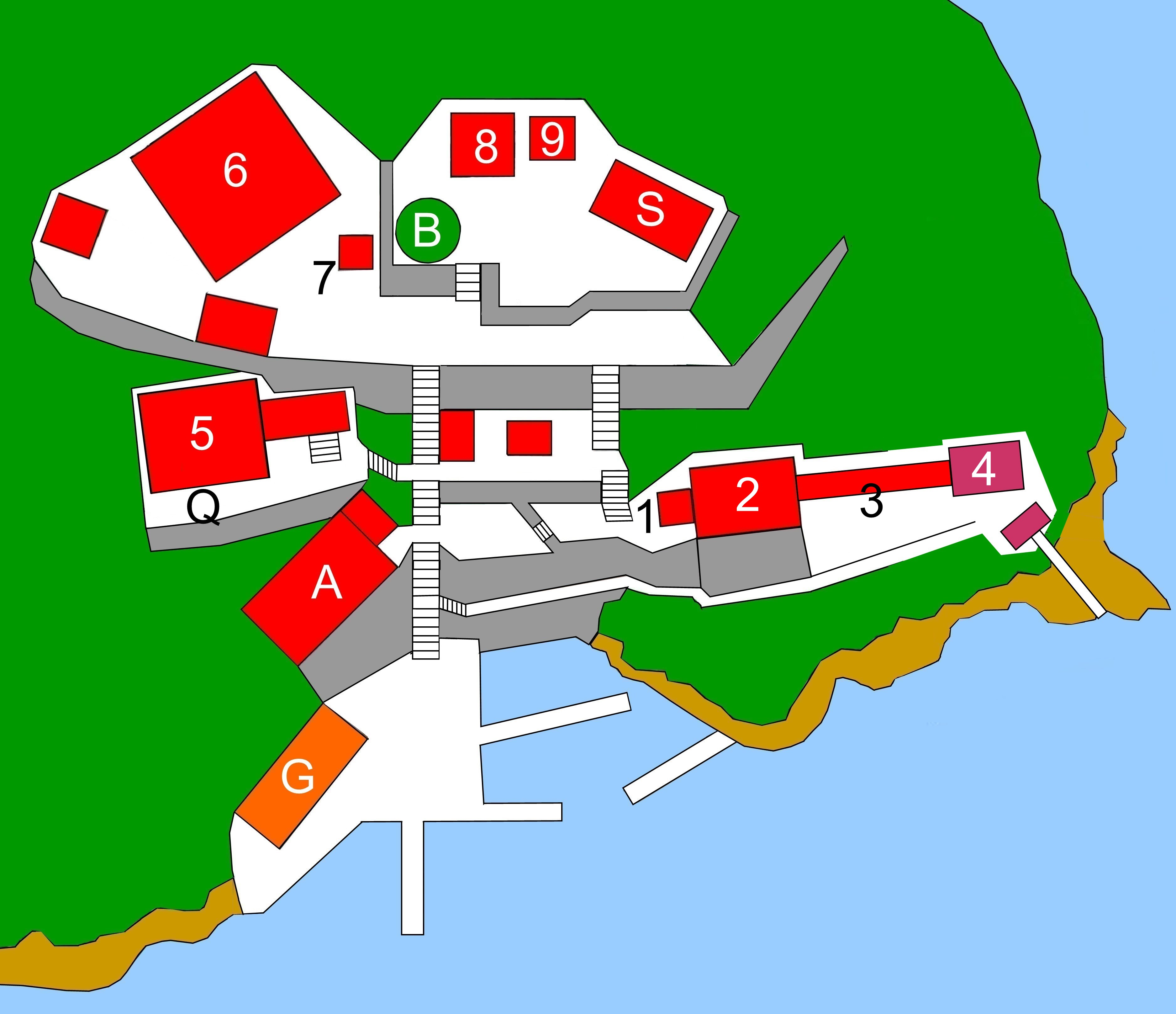
Plan des Tempels (s. Text)

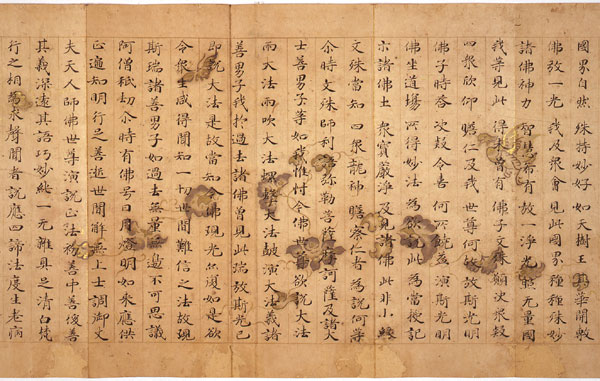
Hokke-Sutra, Einleitung

Der Hōgon-ji (japanisch 宝厳寺) mit dem Bergnamen Gankon-san (巌金山) befindet sich auf der Insel Chikubu im Biwa-See, die zur Stadt Nagahama (Präfektur Shiga) gehört. Er ist ein Tempel des Busan-Zweigs (豊山派 Busan-ha) der Shingon-Richtung des Buddhismus. Als Ausnahme ist hier nicht eine Kannon die Hauptkultfigur, sondern die weibliche Figur unter den Sieben Glücksgöttern, die Benzaiten, die eine Insel als ihr Domizil bevorzugt. Diese hier gehört zu den „Drei Benzaiten Japans“ (日本三弁財天;). Der Tempel ist in der traditionellen Zählung der 30. Tempel des Saigoku-Pilgerwegs.

## Geschichte
Wie im Chikubushima Enki (竹生島縁起) aus dem Jahr 931 festgehalten ist, wurde der Tempel 738 auf Wunsch des Kaisers Shōmu vom Priester Gyōki errichtet, Gyōki schnitzte dafür eine zwei Fuß hohe Gruppe der Shitennō und baute für sie einen kleinen Pavillon. Zur Zeit der Gründung gehörte der Tempel zum Tōdai-ji in Nara, ab der Tenryaku-Ära (947–957) kam er zum Enryaku-ji. Seit Beginn des 16. Jahrhunderts wurde der Tempelkomplex Chikubushima Daijingū-ji genannt.

## Die Tempelanlage
Vom Anleger geht es steil eine Treppe von etwa 20 Stufen hoch bis zu einem Torii. Auf der linken Seite befindet sich auch das Abt- und Mönchsquartier (A im Plan). Nach weiteren 30 Stufen kommt man zum großen Stein-Torii mit der Aufschrift 厳金山 Kankonzan. Der Weg nach rechts führt zu einem Gebäudekomplex, bestehend aus der „Kannon-Halle“ (観音堂 Kannon-dō; Wichtiges Kulturgut Japans, im Folgenden mit ◎ gekennzeichnet; 2), die man durch ein im „chinesisch“ gestalteten Eingangsbereich Karamon (唐門; 1), der als Nationalschatz registriert ist, betritt. Dahinter führt ein auf einem Balkengerüst aufgesetzter „Bootsflur“ (舟廊下 Funa rōka; ◎; 3) zu einem früheren Anleger, der mit Material aus einer Residenz des Toyotomi Hideyoshi gebaut wurde. Karamon und Kannonhalle sind mit Zeder-Schindeln (檜皮葺 Hiwada-buki) gedeckt.
Zurück zur Treppe: Auf der linken Seite findet sich das Gettei-in (月定院; 5), davor die „Quelle des reinen Wassers“ (瑞祥水 Zuisho-mizu; Q). Nach oben geht es  geht es weiter, 167 Steinstufen hoch zur Haupthalle (本堂 Hondō; 6) des Tempels, hier „Benten-Halle“ (弁天堂 Benten-dō) genannt. Das jetzige Gebäude wurde 1942 im Stil der  Heian-Zeit erbaut. Es ist 5 Ken breit und 4 Ken tief und besitzt ein Fußwalmdach, das mit Zeder-Schindeln gedeckt ist. Vor der Haupthalle steht eine 2,46 Meter hohe Fünfstöckige Steinpagode (五重の石塔 Gojū-no-sekitō; 7) aus der Kamakura-Zeit. Die Benten als Hauptkultfigur ist hier auf einer Lotus-Blüte sitzend dargestellt.
Über eine kurze Treppe gelangt man zu einem höher gelegenen Tempelbereich. Dort befindet sich hinter dem „Mochi-Baum“ (黐の木 Mochi no ki, Ilex integra; B) eine Dreistöckige Pagode (三重塔 Sanjū-no-tō; 8) und daneben der „Uhō-Pavillon“ (雨宝堂 Uhō-dō; 9). Hier steht auch die Schatzkammer Hōmotsu-den (宝物殿; S).
Unten am Anleger befindet sich eine Gaststätte (G).

### Der Chikubushima-Schrein
Der Chikubushima-Schrein (竹生島神社 Chikubushima jinja; 4), auch Tsukubusuma-Schrein (都久夫須麻神社 Tsukubusuma-jinja) genannt, schließt sich im Osten an den Bootsgang an und steht seit alters her mit dem Tempel in Verbindung. Im Schrein werden verschiedene Inselgötter verehrt. Die Haupthalle (本殿 Honden; 4) ist als Nationalschatz registriert. Sie ist 3 × 3 Ken groß, besitzt ein Fußwalmdach, das mit Zeder-Schindeln gedeckt ist und besitzt auf der Vorder- und Rückseite einen First im chinesischen Stil. Die 1558 durch Brand verloren gegangene Halle wurde 1567 wieder aufgebaut. 1602 wurde für einen Besuch von Toyotomi Hideyori ein Gebäude von auswärts hierher versetzt. Woher genau ist nicht geklärt, auf jeden Fall ist es im Stil der Momoyama-Zeit gestaltet. Die Schiebetüren und Decken sollen von Kanō Mitsunobu ausgemalt worden sein.

## Tempelschätze
Neben dem Karamon ist auch die Einleitung zur Hokke-Sutra (法華経序品 Hokke-kyō johon, auch Chikubushima-Sutra (竹生島経) genannt) als Nationalschatz registriert. Sie stammt aus dem 11. Jahrhundert.
Darüber hinaus besitzt der Tempel die folgenden wichtigen Kulturgüter (◎):
- bildlichen Darstellungen, farbig auf Seide: 16 Arhat (絹本着色十六羅漢図 Kenpon chakushoku jūroku rakkan-zu), Shaka-Trinität (絹本着色釈迦三尊像 Kenpon chakushoku Shaka sanzon-zō), eine sechsarmige, sitzende Kannon (絹本着色如意輪観音像 Kenpon chakushoku nyoirin Kannon-zō), Amida (絹本着色阿弥陀来迎図 Kenpon chakushoku Amida nyorai-zu), Nordstern (絹本着色北斗九星像 Kenpon chakushoku hokutokyūsei-zō),
- Stickereien: Heiligenfiguren (刺繍普賢十羅刹女図額 Shishu jūrasetsunyo-zugaku) und Amida-Trinität (刺繍阿弥陀三尊来迎図額 Shishu Amida sanzon nyorai sugaku),
- Objekte: Großschwert (毛抜形太刀 Kenukigata tachi), Bronze-Wassergefäß, signiert 1288 (銅水瓶 弘安十一年銘 Dōsuibin Kōan 11-nen), ein Siegel (印 In) aus der Kamakura-Zeit,
- die Schrift Chikubushima bunsho (竹生島文書).

## Bilder

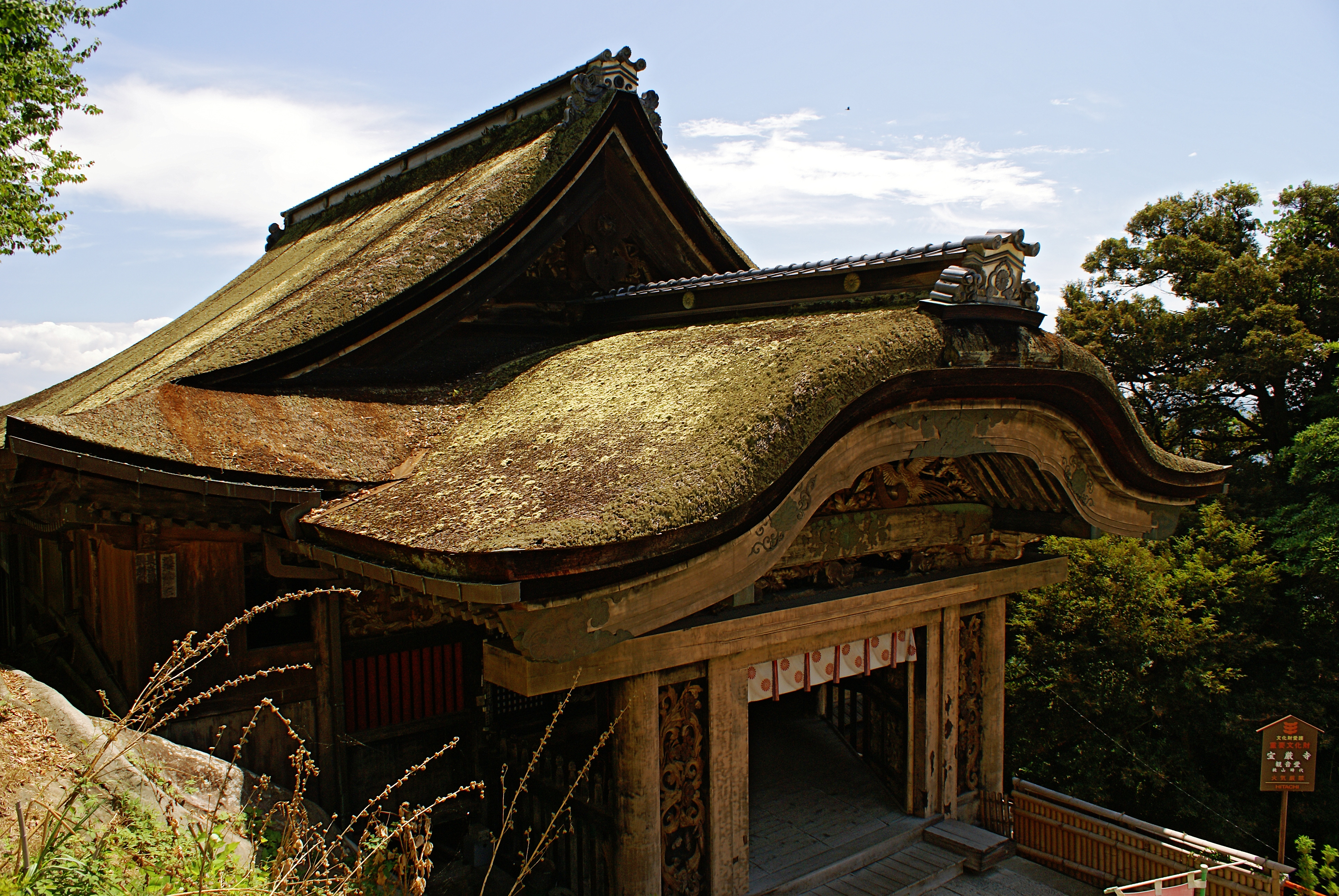
Chinesisches Tor, dahinter Kannon-Halle
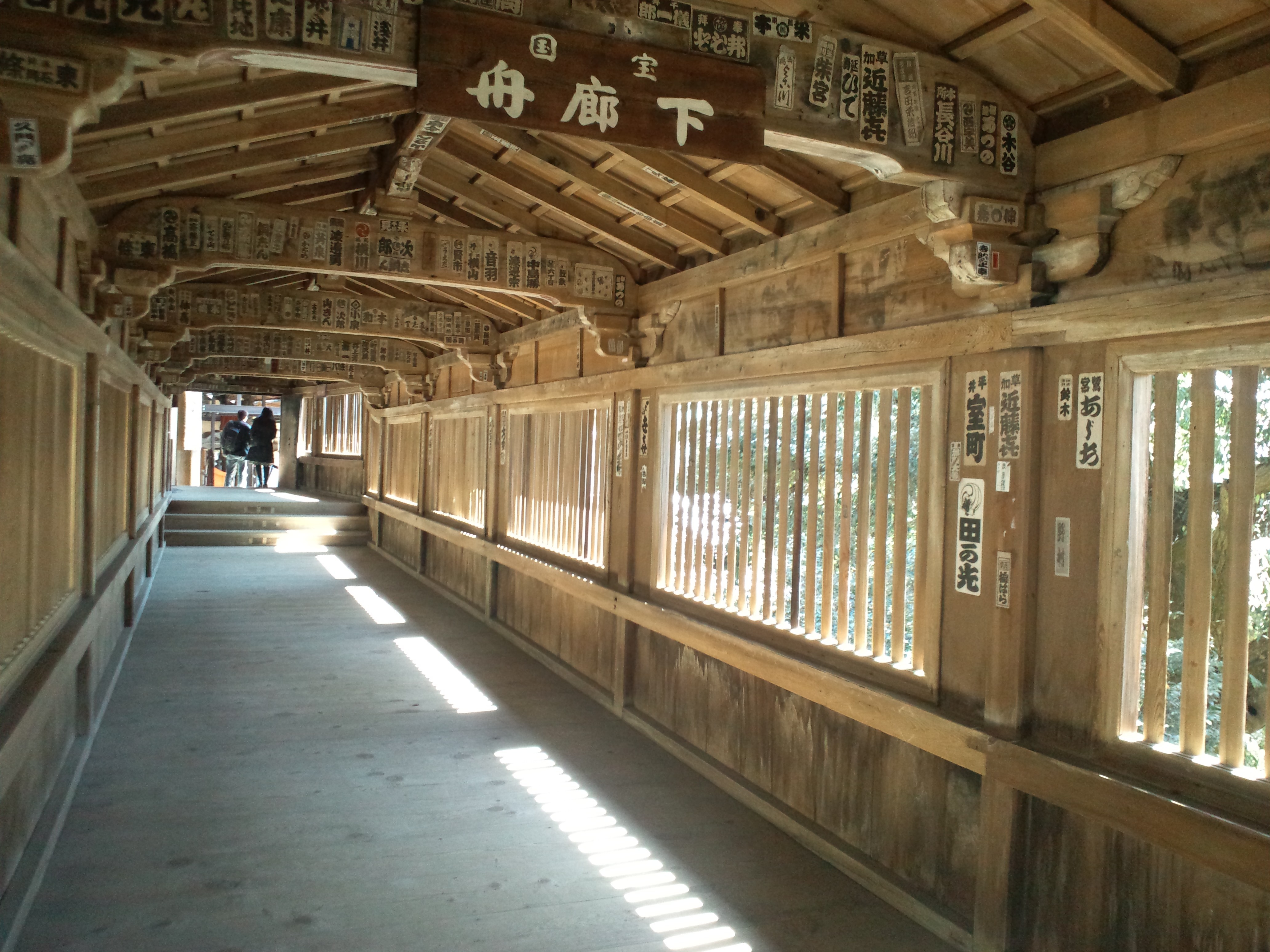
Bootsflur
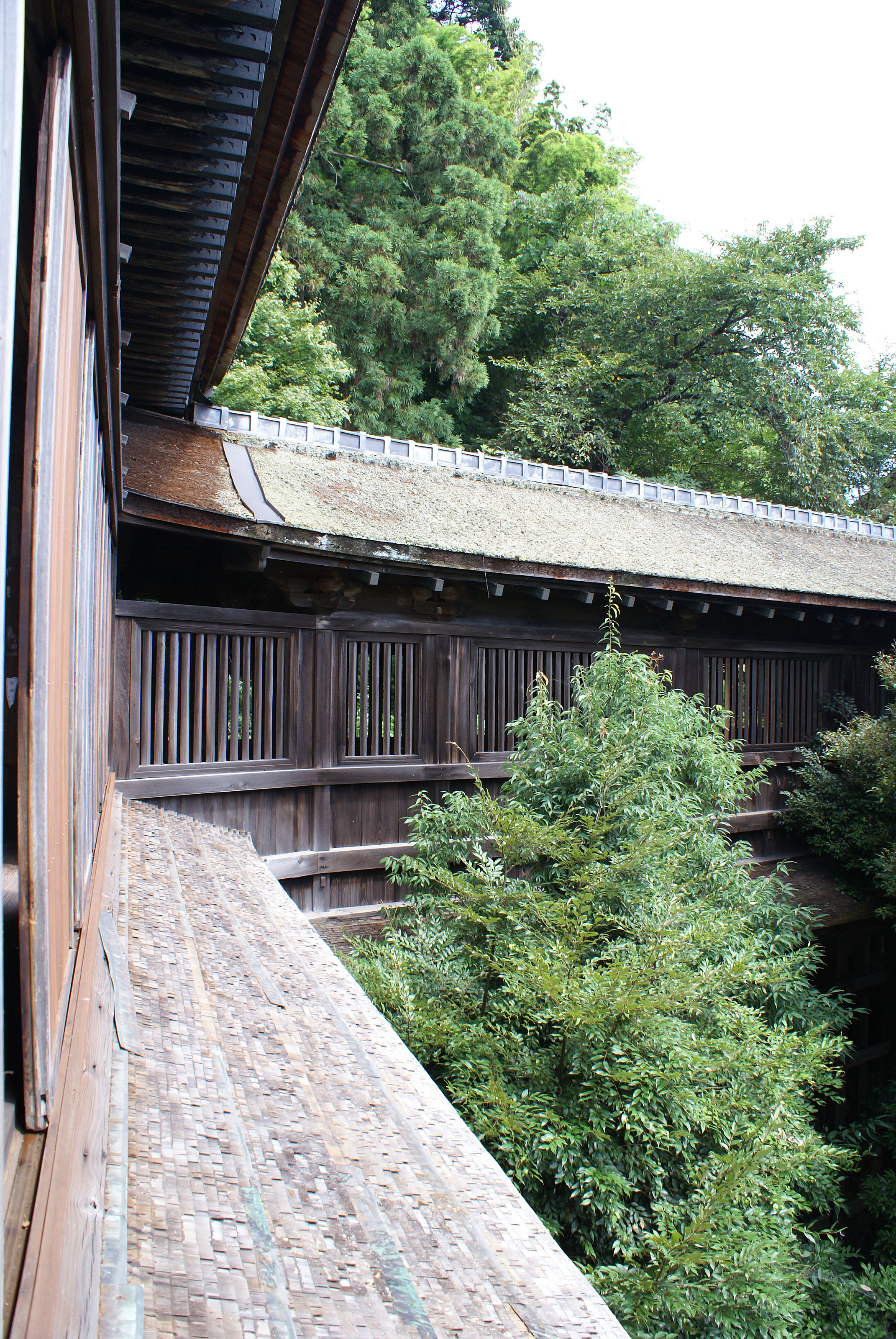
Blick zum Bootsflur
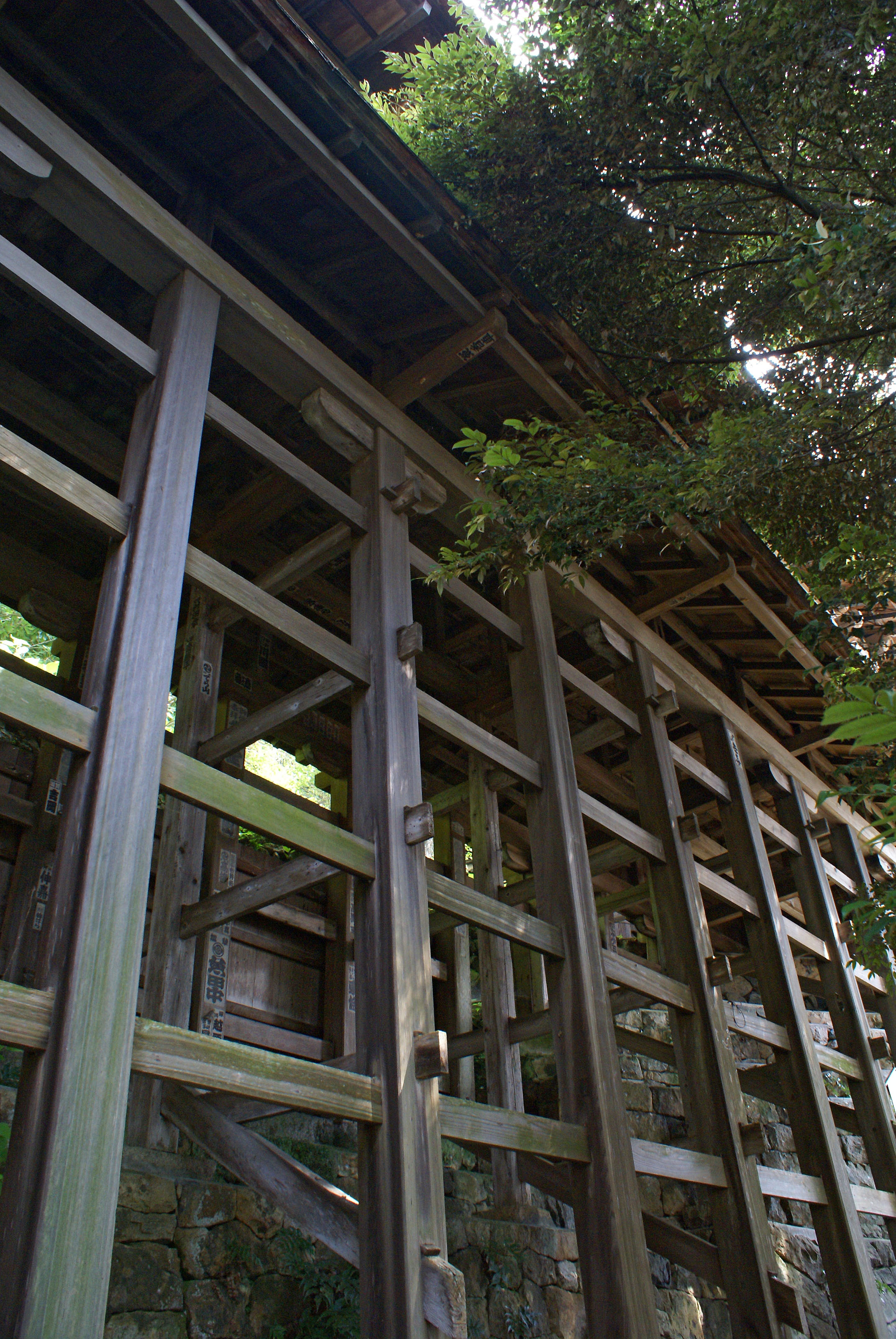
Unter dem Bootsflur
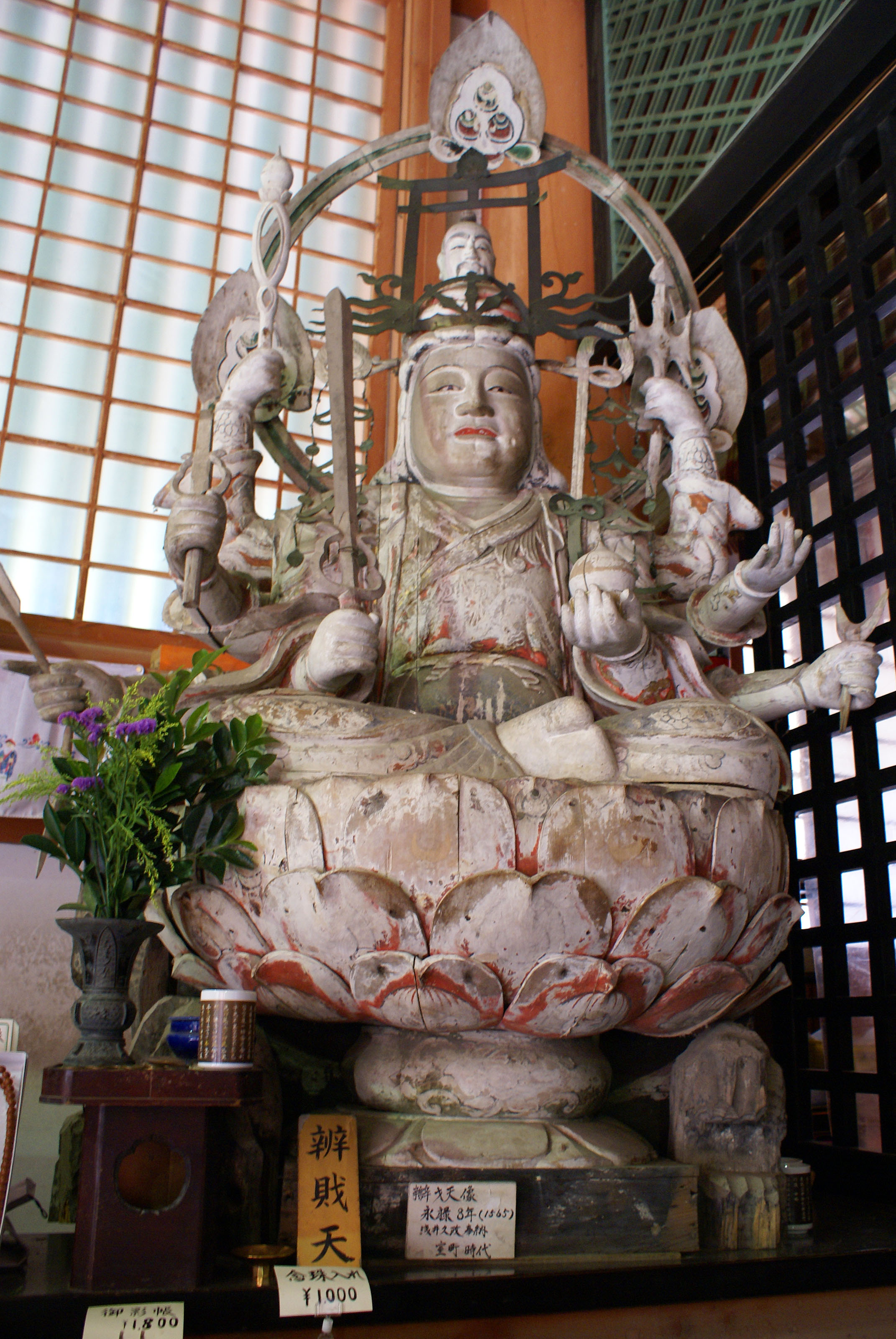
Benzaiten
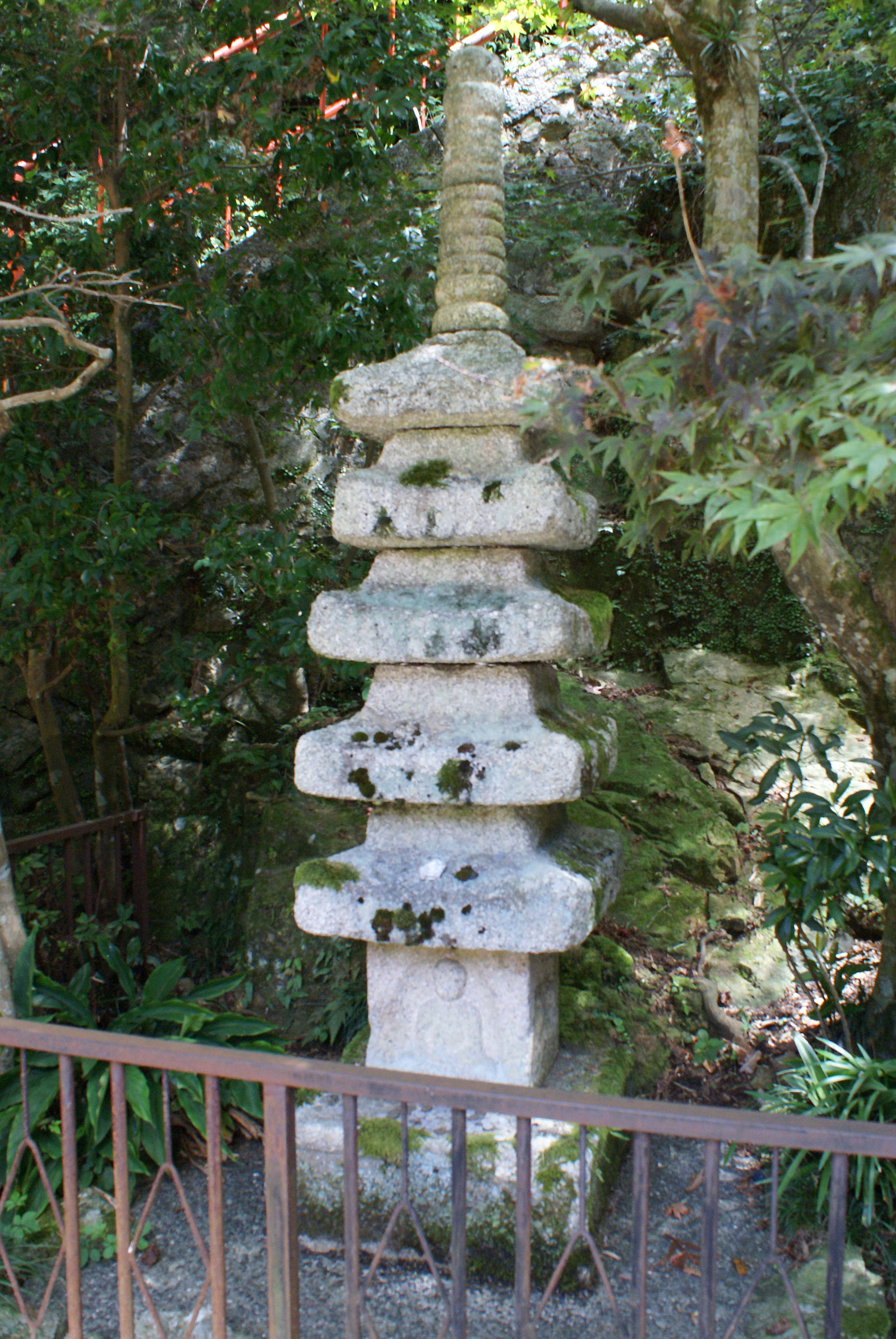
Steinpagode
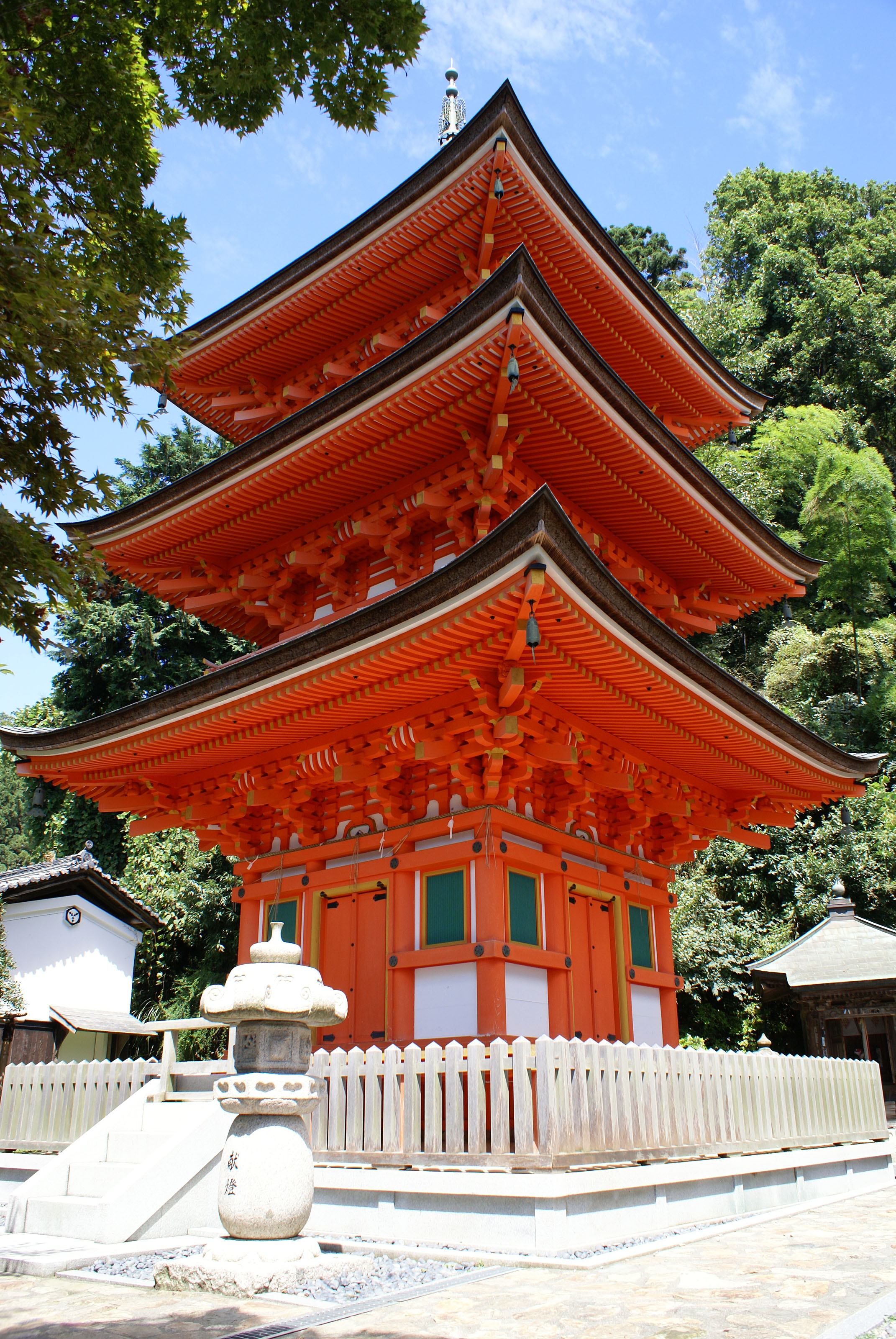
Pagode
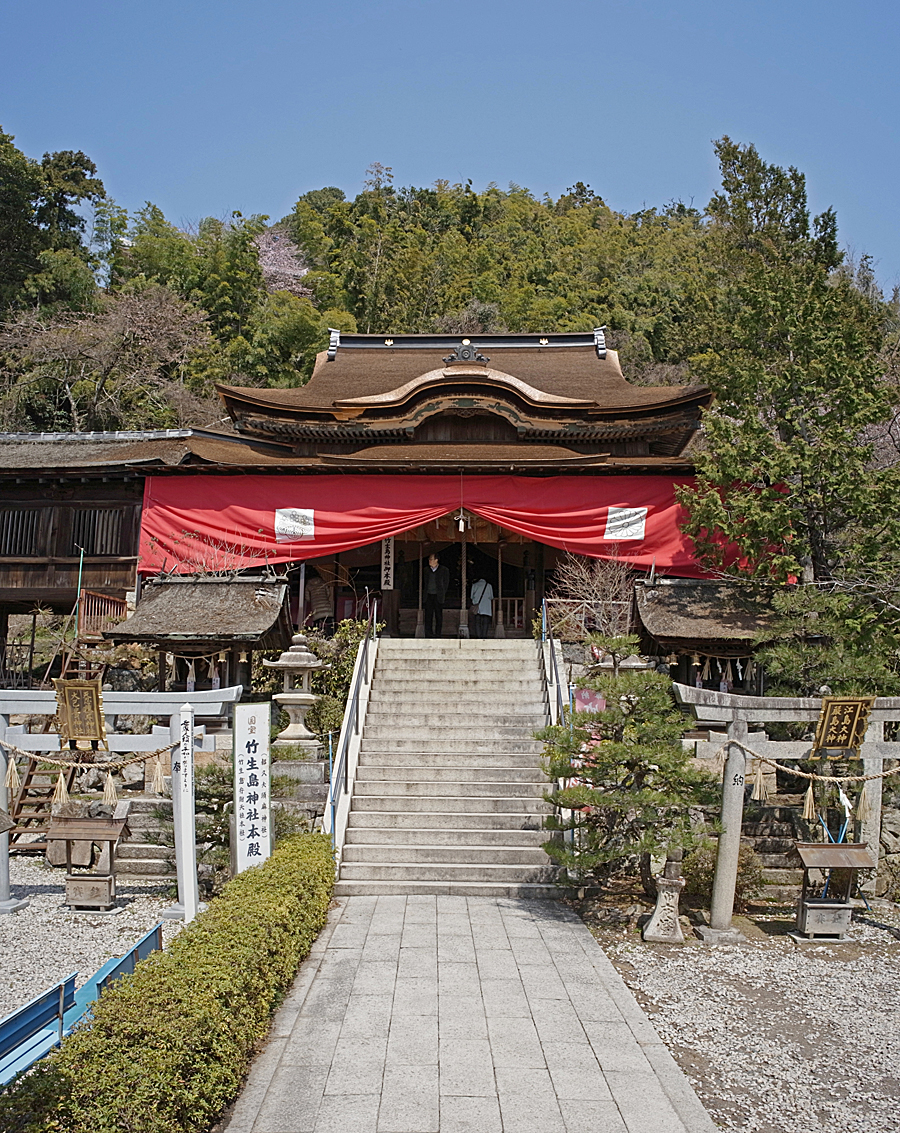
Chikubu-Schrein